# 1970 no cinema

## Principais filmes estreados
- Airport, de George Seaton, com Burt Lancaster, Dean Martin, Jacqueline Bisset, Jean Seberg e Maureen Stapleton
- The Aristocats, filme de animação da Walt Disney Productions
- Auch Zwerge haben klein angefangen, de Werner Herzog
- L'aveu, de Costa-Gavras, com Yves Montand e Simone Signoret
- The Ballad of Cable Hogue, de Sam Peckinpah, com Jason Robards e Stella Stevens
- Borsalino, de Jacques Deray, com Jean-Paul Belmondo e Alain Delon
- The Boys in the Band, de William Friedkin, com Kenneth Nelson, Leonard Frey, Cliff Gorman, Laurence Luckinbill, Frederick Combs, Keith Prentice, Robert La Tourneaux, Reuben Greene e Peter White
- Le boucher, de Claude Chabrol, com Stéphane Audran
- Le cercle rouge, de Jean-Pierre Melville, com Alain Delon, Gian Maria Volonté e Yves Montand
- O cerco, de António da Cunha Telles, com Maria Cabral, Miguel Franco, Ruy de Carvalho, Zita Duarte, Armando Cortez e Lia Gama
- Les choses de la vie, de Claude Sautet, com Michel Piccoli e Romy Schneider
- Il conformista, de Bernardo Bertolucci, com Jean-Louis Trintignant, Stefania Sandrelli e Dominique Sanda
- Cromwell, de Ken Hughes, com Richard Harris, Alec Guinness e Timothy Dalton
- Domicile conjugal, de François Truffaut, com Jean-Pierre Léaud
- Dodesukaden, de Akira Kurosawa
- Dramma della gelosia, de Ettore Scola, com Marcello Mastroianni e Monica Vitti
- Dyadya Vanya, de Andrei Konchalovsky, com Sergei Bondarchuk
- L'enfant sauvage, de e com François Truffaut
- Figures in a Landscape, de Joseph Losey, com Robert Shaw e Malcolm McDowell
- Five Easy Pieces, de Bob Rafelson, com Jack Nicholson
- Le genou de Claire, de Éric Rohmer, com Jean-Claude Brialy
- Il giardino dei Finzi-Contini, de Vittorio De Sica, com Dominique Sanda e Helmut Berger
- The Go-Between, de Joseph Losey, com Julie Christie, Alan Bates e Michael Redgrave
- Husbands, de e com John Cassavetes e com Ben Gazzara e Peter Falk
- Indagine su un cittadino al di sopra di ogni sospetto, de Elio Petri, com Gian Maria Volonté e Florinda Bolkan
- El jardín de las delicias, de Carlos Saura
- Kelly's Heroes, de Brian G. Hutton, com Clint Eastwood, Telly Savalas e Donald Sutherland
- Krajobraz po bitwie, de Andrzej Wajda
- The Kremlin Letter, de John Huston, com Bibi Andersson, Max von Sydow e Orson Welles
- The Last Valley, de James Clavell, com Michael Caine, Omar Sharif e Florinda Bolkan
- Little Big Man, de Arthur Penn, com Dustin Hoffman, Faye Dunaway e Martin Balsam
- Love Story, de Arthur Hiller, com Ryan O'Neal, Ali MacGraw, Ray Milland e Tommy Lee Jones
- A Man Called Horse, de Elliot Silverstein, com Richard Harris
- MASH, de Robert Altman, com Donald Sutherland, Elliott Gould e Robert Duvall
- Meu Pé de Laranja-Lima, de e com Aurélio Teixeira
- The Music Lovers, de Ken Russell, com Richard Chamberlain e Glenda Jackson
- On a Clear Day You Can See Forever, de Vincente Minnelli, com Barbra Streisand, Yves Montand e Jack Nicholson
- Patton, de Franklin J. Schaffner, com George C. Scott e Karl Malden
- Peau d'âne de Jacques Demy, com Catherine Deneuve
- The Private Life of Sherlock Holmes, de Billy Wilder, com Robert Stephens e Christopher Lee
- Rio Lobo, de Howard Hawks, com John Wayne e Jennifer O'Neill
- La rupture, de Claude Chabrol, com Stéphane Audran e Jean-Pierre Cassel
- Ryan's Daughter, de David Lean, com Robert Mitchum, Sarah Miles, Trevor Howard e John Mills
- Soldier Blue, de Ralph Nelson, com Candice Bergen, Peter Strauss e Donald Pleasence
- Sometimes a Great Notion, de e com Paul Newman e com Henry Fonda e Lee Remick
- Something for Everyone de Harold Prince, com Angela Lansbury, Michael York e Anthony Higgins
- Strategia del ragno, de Bernardo Bertolucci
- There Was a Crooked Man..., de Joseph L. Mankiewicz, com Kirk Douglas, Henry Fonda e Hume Cronyn
- El topo, de e com Alejandro Jodorowsky e com Alfonso Arau
- Tora! Tora! Tora!, de Richard Fleischer, com Martin Balsam, Joseph Cotten e Jason Robards
- Tristana, de Luis Buñuel, com Catherine Deneuve, Fernando Rey e Franco Nero
- Warum läuft Herr R. Amok?, de Rainer Werner Fassbinder, com Hanna Schygulla
- Waterloo, de Sergei Bondarchuk, com Rod Steiger, Christopher Plummer e Orson Welles
- Zabriskie Point, de Michelangelo Antonioni
- É Simonal, de Domingos de Oliveira

## Nascimentos
| Data            | Nome                   | Profissão                        | Nacionalidade    | Observações | Ref |
| --------------- | ---------------------- | -------------------------------- | ---------------- | ----------- | --- |
| 3 de janeiro    | Matt Ross              | ator                             | Estados Unidos   |             |     |
| 17 de janeiro   | Genndy Tartakovsky     | desenhista e animador            | Estados Unidos   |             |     |
| 27 de janeiro   | Paul Richman           | ator                             | Estados Unidos   |             |     |
| 29 de janeiro   | Heather Graham         | atriz                            | Estados Unidos   |             |     |
| 30 de janeiro   | Maria Luisa Mendonça   | atriz                            | Brasil           |             |     |
| 14 de fevereiro | Simon Pegg             | ator                             | Reino Unido      |             |     |
| 23 de fevereiro | Marie-Josée Croze      | atriz                            | Canadá           |             |     |
| 7 de março      | Rachel Weisz           | atriz                            | Reino Unido      |             |     |
| 18 de março     | Queen Latifah          | atriz e rapper                   | Estados Unidos   |             |     |
| 22 de março     | Lara Flynn Boyle       | atriz                            | Estados Unidos   |             |     |
| 27 de março     | Thomas Naudet          | diretor de cinema                | França           |             |     |
| 27 de março     | Gaia Zucchi            | atriz                            | Itália           |             |     |
| 28 de março     | Vince Vaughn           | ator                             | Estados Unidos   |             |     |
| 10 de abril     | José Paulo Lanyi       | diretor, roteirista, produtor    | Brasil           |             |     |
| 13 de abril     | Eduardo Capetillo      | ator e cantor                    | México           |             |     |
| 17 de abril     | Márcio Garcia          | ator e apresentador de televisão | Brasil           |             |     |
| 25 de abril     | Jason Lee              | skatista e ator                  | Estados Unidos   |             |     |
| 29 de abril     | Uma Thurman            | atriz                            | Estados Unidos   |             |     |
| 1 de maio       | Fernanda Young         | escritora e roteirista           | Brasil           |             |     |
| 18 de maio      | Tina Fey               | atriz e comediante               | Estados Unidos   |             |     |
| 22 de maio      | Naomi Campbell         | modelo e atriz                   | Reino Unido      |             |     |
| 25 de maio      | Afonso Vilela          | modelo e ator                    | Portugal         |             |     |
| 27 de maio      | Joseph Fiennes         | ator                             | Reino Unido      |             |     |
| 1 de junho      | António Pedro Cerdeira | ator                             | Portugal         |             |     |
| 4 de junho      | Izabella Scorupco      | atriz e modelo                   | Polónia / Suécia |             |     |
| 8 de junho      | Seu Jorge              | cantor e ator                    | Brasil           |             |     |
| 23 de junho     | Yann Tiersen           | compositor de trilhas sonoras    | França           |             |     |
| 26 de junho     | Paul Thomas Anderson   | cineasta e roteirista            | Estados Unidos   |             |     |
| 26 de junho     | Chris O'Donnell        | ator                             | Estados Unidos   |             |     |
| 3 de Julho      | Shawnee Smith          | atriz                            | Estados Unidos   |             |     |
| 11 de julho     | Justin Chambers        | ator e ex-modelo                 | Estados Unidos   |             |     |
| 23 de julho     | Charisma Carpenter     | atriz                            | Estados Unidos   |             |     |
| 30 de julho     | Christopher Nolan      | ator                             | Reino Unido      |             |     |
| 23 de agosto    | River Phoenix          | ator                             | Estados Unidos   | m. 1993     |     |
| 29 de agosto    | Alessandra Negrini     | atriz                            | Brasil           |             |     |
| 2 de setembro   | Henrik Norlén          | ator                             | Suécia           |             |     |
| 30 de setembro  | Tony Hale              | ator                             | Estados Unidos   |             |     |
| 6 de outubro    | Amy Jo Johnson         | atriz, cantora e compositora     | Estados Unidos   |             |     |
| 8 de outubro    | Matt Damon             | ator                             | Estados Unidos   |             |     |
| 9 de outubro    | Savannah               | atriz porno                      | Estados Unidos   | m. 1994     |     |
| 6 de novembro   | Ethan Hawke            | ator e diretor                   | Estados Unidos   |             |     |
| 27 de novembro  | Brooke Langton         | atriz                            | Estados Unidos   |             |     |
| 29 de novembro  | Bruno Garcia           | ator                             | Brasil           |             |     |
| 8 de dezembro   | António Ferreira       | realizador                       | Portugal         |             |     |
| 10 de dezembro  | Luciana Vendramini     | atriz                            | Brasil           |             |     |
| 12 de dezembro  | Jennifer Connelly      | atriz                            | Estados Unidos   |             |     |
| 12 de dezembro  | Mädchen Amick          | atriz                            | Estados Unidos   |             |     |
| 20 de dezembro  | Nicole DeBoer          | atriz                            | Canadá           |             |     |

## Mortes
| Data        | Nome         | Profissão             | Nacionalidade   | Observações | Ref |
| ----------- | ------------ | --------------------- | --------------- | ----------- | --- |
| 29 de março | Lev Kulechov | cineasta e roteirista | União Soviética | n. 1899     |     |
| 4 de agosto | Oscarito     | comediante            | Brasil          | n. 1906     |     |